# جنیفر سالت
جنیفر سالت (به انگلیسی: Jennifer Salt) (زاده ۴ سپتامبر ۱۹۴۴) تهیه‌کننده، فیلم‌نامه‌نویس و بازیگر آمریکایی است. از فیلم‌هایی که او در آن بازی کرده‌است، می‌توان به جشن عروسی، نوبت من است و سلام مامان! اشاره کرد.